# 세림B&G
세림B&G(Serim B&G Co., Ltd.)는 대한민국의 기업이다. 본사는 경기도 평택시 오성면 양교리 454-2에 위치해 있으며 대표이사는 나상수이다.

## 참고 문헌
1. ↑  세림B&G, 에덴복지재단과 'ESG 사회공헌' MOU, 머니투데이, 2024.06.13
2. ↑  스타 강소기업을 만나다·2 (주)세림B&G, 경인일보, 2018-02-23
3. ↑  세림B&G, 작년 영업익 42.9억…전년비 59.7%↑, 이데일리, 2024.01.30
4. ↑  한화투자증권 기업분석-세림B&G, 2023년 6월 13일, 2023년 6월 13일
5. ↑  Hidden Champion 세림B&G “친환경 포장 용기 개발로 미래를 개척하고, 상품 가치를 높인다”, 비지니스리포트, 2023.01.19